# Ruisbroekmolen

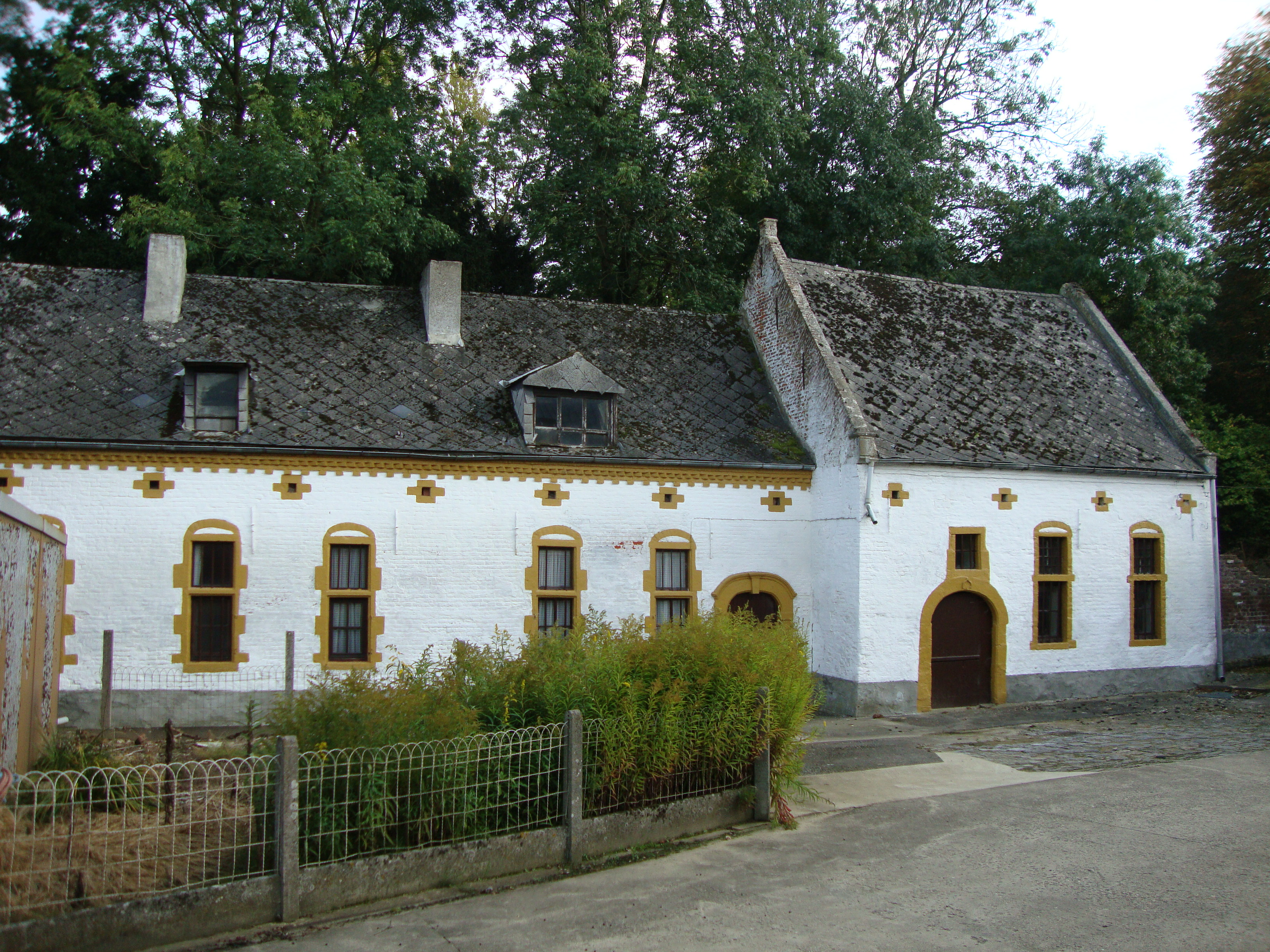
Ruisbroekmolen

De Ruisbroekmolen is een watermolen in de Vlaams-Brabantse plaats Bierbeek, gelegen aan de Ruisbroekstraat.
Deze bovenslagmolen op de Molendaalbeek fungeerde als korenmolen.
Vandaag is de Ruisbroekmolen ook de thuishaven van de Coöperatieve Dorpsbrouwerij Bierbeek. Zo brouwen ze er onder andere de Bierbeek Tripel, Bierbeek Saison, Bierbeek Bruin en Bierbeek Wit. 

## Geschiedenis
In 1234 was er al een watermolen op deze plaats in opdracht van de Abdij van Saint-Nicaise te Reims, welke ook het patronaatsrecht van de kerk van Bierbeek bezat. In 1561 werden de kerk en de molen eigendom van de Universiteit van Leuven. In 1740 brak er brand uit waarna de molen werd herbouwd in baksteen en zandsteen.
In 1973 overleed de laatste molenaar. In de molen werd nog een tijdlang een handel in granen uitgebaat. In 1994 werd de molen, samen met zijn omgeving, beschermd als monument. In 2025 raakte bekend dat de gemeente Bierbeek en De Erfgoedstichting Vlaams-Brabant de molen hebben gekocht.

## Gebouw
Het molenhuis heeft een rondboogdeur met vierkant bovenlicht, omlijst met zandsteen. Het metalen waterrad is nog aanwezig, evenals twee steenkoppels als maalinrichting. De molenvijver wordt omringd door een parkaanleg. Hier was tot 1994 het Uurwerk van Pardon, een uit lucifers vervaardigd uurwerk, opgesteld in een houten paviloen.